# Xunqueira de Ambía

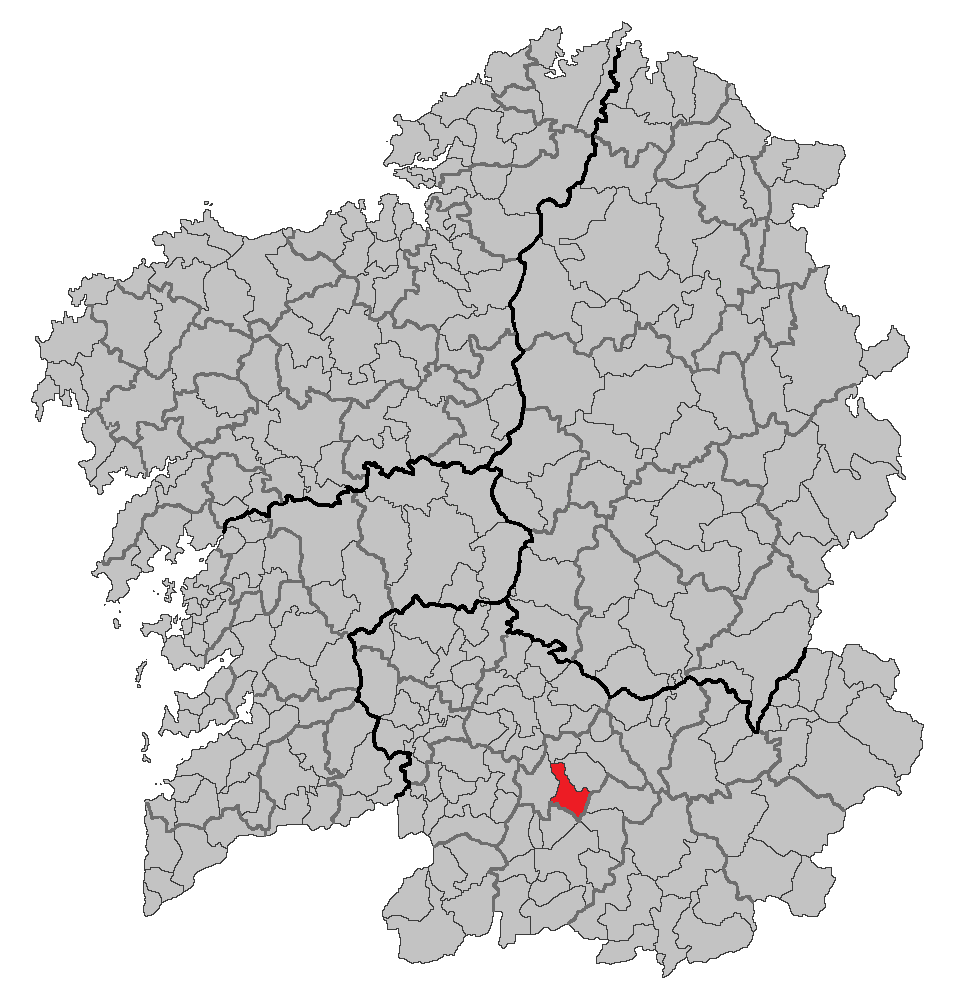
Localisation de Xunqueira de Ambía en Galice

Xunqueira de Ambía est une commune de la province d'Orense en Galice (Espagne). La population recensée en 2004 était de 1 934 habitants.

## Patrimoine artistique et culturel
- Traces de la période mégalithique

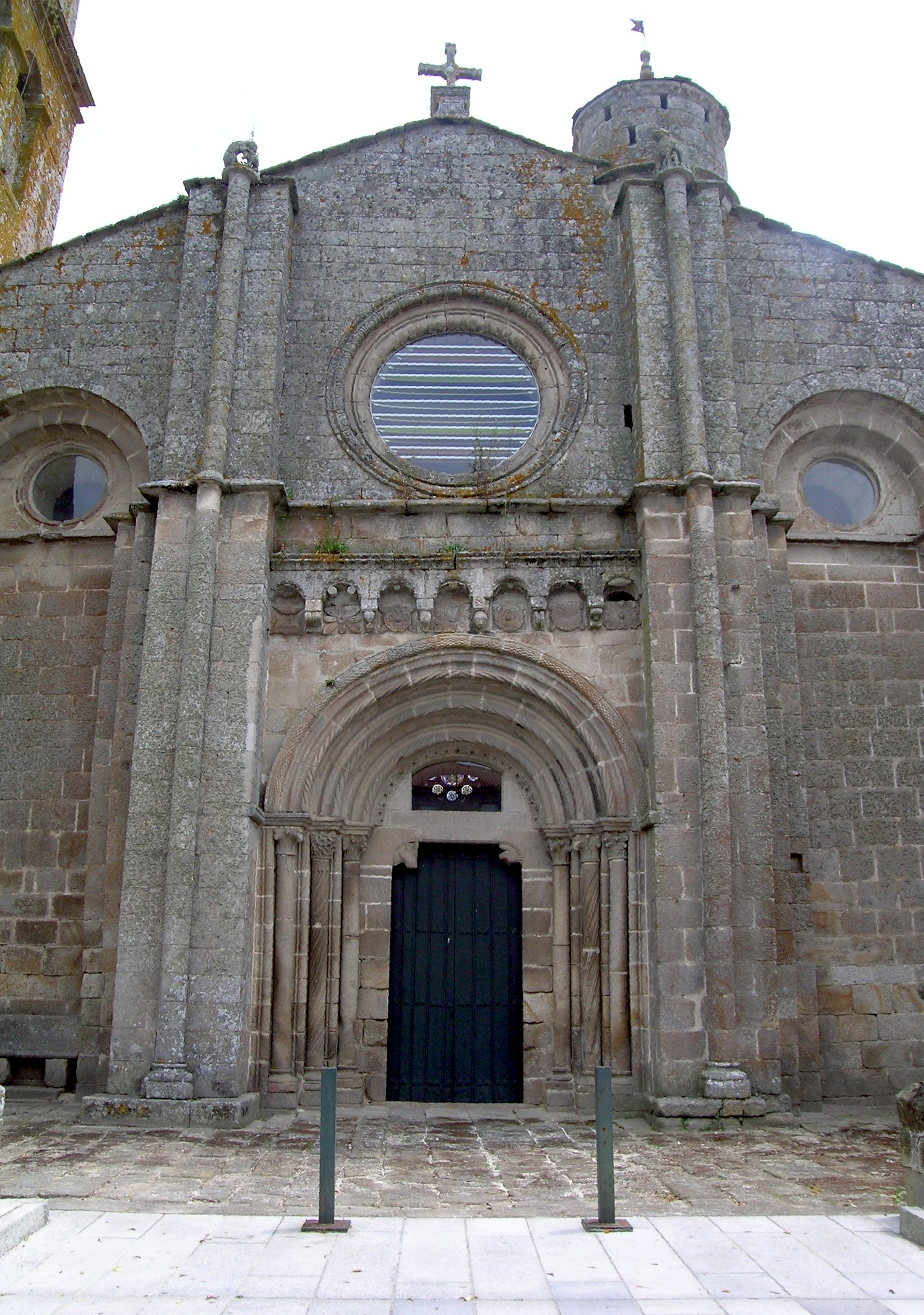
Façade occidentale du Monastère de Xunqueira de Ambía

- De la période de la culture des castros : le castro de Cerdeira et le castro A Medorra.
- De la période romaine : une borne milliaire qui atteste du passage d'une voie romaine.
- Du Moyen Âge : entre le VIIIe et le Xe siècle un monastère a été construit. L'église du monastère construite en style roman, comporte aussi des éléments baroques.